# Медведь (прам, 1713)
«Медведь» или «Бер» — прам Балтийского флота Российской империи, участник Северной войны.

## Описание судна
Один из трех парусно-гребных однодечных прамов типа «Дикий бык», построенных в Санкт-Петербургском адмиралтействе. Длина судна по сведениям из различных источников составляла от 33,52 до 36,6 метра, ширина — 10,7 метра, а осадка от 3,1 до 3,5 метра. Вооружение судна составляли 18 орудий, а экипаж состоял из 70 человек.

## История службы
Время закладки прама «Медведь» неизвестно, в 1713 году судно сошло со стапелей Санкт-Петербургского адмиралтейства и вошло в состав Балтийского флота России. Строительство вёл корабельный мастер в чине капитана Ф. М. Скляев.
Прам принимал участие в Северной войне 1700—1721 годов. Ежегодно с 1714 по 1719 год во время всей кампании находился на Ревельском рейде, а на зимовку вместе с другими судами уходил в Гельсингфорс.
Командиром прама в кампании 1718 и 1719 годов служил капитан-поручик Анхворт.
Сведений о выводе судна из состава флота не сохранилось.

### Комментарии
1. ↑  Другие прамы этого типа носили наименования «Дикий бык» и «Думкрат»[1].
2. ↑  110 футов[2].
3. ↑  35 футов[2].
4. ↑  10 футов[2].